# Détroit de Bungo
Le  détroit de Bungo (豊 後 水道, Bungo-Suido) est un détroit séparant les îles japonaises de Kyushu et Shikoku. Le détroit relie l'océan Pacifique et la mer intérieure de Seto. La partie la plus étroite de ce chenal est le détroit de Hoyo.

## Au cinéma
Le détroit de Bungo tient une place importante dans le film de Robert Wise, L'Odyssée du sous-marin Nerka (Run Silent, Run Deep, 1958), basé sur le best-seller de 1955, écrit par Edward Latimer Beach, Jr., commandant sous-marinier de la Seconde Guerre mondiale qui relate dans ce roman ses aventures dans le détroit.